# Fran Vázquez
Francisco Vázquez González, detto Fran (Lugo, 1º maggio 1983), è un ex cestista spagnolo, di ruolo centro.

## Carriera
È stato selezionato dagli Orlando Magic al primo giro del Draft NBA 2005 (11ª scelta assoluta).
Con la Spagna ha disputato i Campionati europei del 2005 e i Campionati europei del 2010.

## Statistiche

### Eurolega
| Anno       | Squadra    | PG  | PT | MP   | TC%  | 3P% | TL%  | RP  | AP  | PRP | SP  | PP  |
| ---------- | ---------- | --- | -- | ---- | ---- | --- | ---- | --- | --- | --- | --- | --- |
| 2002-2003  | Málaga     | 15  | 0  | 7,8  | 56,5 | -   | 83,3 | 1,5 | 0,0 | 0,3 | 0,4 | 2,4 |
| 2004-2005  | Málaga     | 14  | 13 | 18,1 | 69,1 | 0,0 | 72,7 | 4,1 | 0,5 | 0,1 | 1,5 | 7,9 |
| 2006-2007  | Barcellona | 23  | 11 | 17,4 | 53,5 | -   | 66,7 | 3,2 | 0,8 | 0,5 | 1,2 | 6,6 |
| 2007-2008  | Barcellona | 23  | 10 | 15,3 | 57,0 | 0,0 | 78,1 | 2,9 | 0,6 | 0,3 | 0,9 | 6,7 |
| 2008-2009  | Barcellona | 23  | 3  | 19,3 | 67,4 | -   | 60,5 | 4,7 | 0,7 | 0,2 | 1,7 | 8,7 |
| 2009-2010† | Barcellona | 22  | 2  | 17,6 | 68,0 | -   | 63,2 | 3,5 | 0,8 | 0,7 | 1,1 | 7,5 |
| 2010-2011  | Barcellona | 20  | 7  | 17,2 | 65,3 | -   | 75,0 | 4,4 | 0,6 | 0,3 | 1,0 | 8,1 |
| 2011-2012  | Barcellona | 21  | 1  | 13,6 | 60,3 | 0,0 | 73,9 | 3,2 | 0,3 | 0,3 | 1,0 | 4,4 |
| 2012-2013  | Málaga     | 24  | 19 | 15,9 | 55,5 | 0,0 | 90,0 | 3,1 | 0,4 | 0,4 | 0,7 | 5,4 |
| 2013-2014  | Málaga     | 22  | 11 | 18,3 | 58,9 | -   | 69,6 | 4,5 | 0,6 | 0,5 | 1,1 | 6,5 |
| 2014-2015  | Málaga     | 24  | 11 | 20,1 | 53,8 | -   | 75,4 | 4,8 | 1,0 | 0,8 | 0,8 | 7,2 |
| 2015-2016  | Málaga     | 23  | 6  | 14,8 | 52,3 | -   | 75,0 | 2,7 | 0,2 | 0,2 | 0,3 | 5,4 |
| Carriera   | Carriera   | 254 | 94 | 16,5 | 59,7 | 0,0 | 72,3 | 3,6 | 0,6 | 0,4 | 1,0 | 6,5 |

## Palmarès

### Squadra
- Campionato spagnolo: 3

Barcellona: 2008-09, 2010-11, 2011-12
- Copa del Rey: 4

Málaga: 2005
Barcellona: 2007, 2010, 2011
- Supercoppa spagnola: 3

Bercellona: 2009, 2010, 2011
- Liga catalana: 2

Barcellona: 2010, 2011
- Eurolega: 1

Barcellona: 2009-10
- Basketball Champions League: 1

Canarias: 2016-17
- Coppa Intercontinentale: 1

Canarias: 2017

### Individuale
- MVP Coppa del Re: 1

Barcellona: 2010